# Colin Dann
Colin Dann (født 30. august 1943 i Richmond, Surrey, (nu del af London)) er en engelsk forfatter.